# Asilo (Capitólio)
Asilo (em latim: Asylum), por vezes referida como Entre Dois Bosques (em latim: inter duos lucos), é uma área fechada entre os dois cumes do Monte Capitolino, a Cidadela e o Capitólio. Seu nome, segundo relatado pelos autores clássicos, teria se originado pelo fato de Rômulo ter abrigado ali refugiados das comunidades circundantes. Segundo Marco Terêncio Varrão, à direita do Asilo estava localizado um templo dedicado a Ceres, Líber e Libera.

## Localização
| Planimetria do Capitólio antigo |
| --- |
| Area capitolina Arx Fórum Romano Fóruns imperiais Velabro Templo de Júpiter Capitolino Tabulário Templo de Juno Moneta Teatro de Marcelo Fórum Holitório Templo de Belona Templo de Júpiter Ferétrio Templo de Vejóvis Auguráculo Iseu Templo de Júpiter Guardião (?) Templo da Concórdia (?) Templo de Júpiter Conservador Cabana de Rômulo Altar Templo Tensário Templo de Júpiter Tonante Clivo Capitolino "Cem Passos" Porta Pandana Templo de Jano Templo de Juno Sóspita Templo de Esperança Templo de Augusto Asilo "Entre Dois Bosques" Vico Jugário Campo de Marte Pórtico dos Deuses Harmoniosos Templo de Vespasiano Templo da Concórdia Tuliano Clivo Argentário Templo de Vênus Ericina Templo de Mente (?) Templo de Fides (?) Templo de Ops (?) Arco de Cipíão Templo de Saturno Basílica Júlia |